# Philipp Fürchtegott Reemtsma
Philipp Fürchtegott Reemtsma (* 22. Dezember 1893 in Osterholz-Scharmbeck; † 11. Dezember 1959 in Hamburg) war ein deutscher Unternehmer und Kunstmäzen.

## Leben

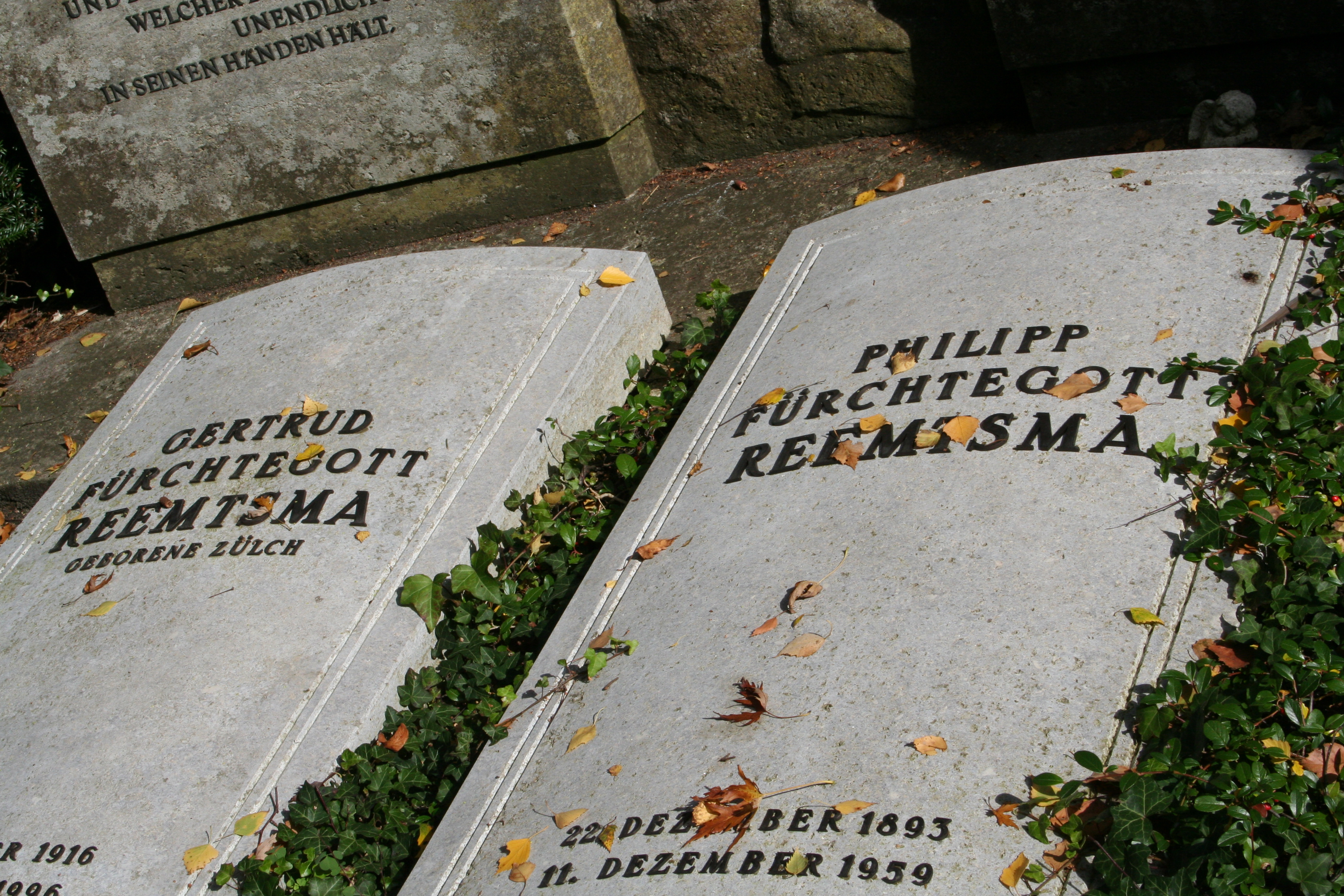
Familiengrab P. F. Reemtsma

Philipp Fürchtegott Reemtsma stammte aus der Familie Reemtsma. Der Sohn des Kaufmanns und Zigarrenherstellers Bernhard Reemtsma und dessen Ehefrau Flora Fürchtegott geb. Zülch (1867–1931) trat nach schweren Kriegsverletzungen 1917 mit seinem Bruder Hermann Fürchtegott Reemtsma in die väterliche Firma in Erfurt ein, wo er für Verkauf, Werbung und Finanzen zuständig war. Mit gleichbleibenden Tabakmischungen und Werbung machte er – seit 1921 unterstützt von seinem langjährigen Berater Hans Domizlaff – die Zigaretten zu einem Markenartikel. Für ihn war eine Zigarette „Papier, ein Gramm Tabak und viele Werbemillionen“.
Nach Gründung einer Aktiengesellschaft verlegte Philipp Fürchtegott Reemtsma als neuer Firmenchef den Firmensitz 1923 ins damals noch preußische Altona-Bahrenfeld. Durch Übernahme anderer Betriebe und durch Fusionen entwickelte er das mittlerweile als Reemtsma Cigarettenfabriken GmbH firmierende Unternehmen zum bedeutendsten deutschen Zigarettenhersteller, der in der Vorkriegszeit rund drei Viertel der mehr als 40 Milliarden Zigaretten produzierte.

Das 1920 entwickelte Firmenlogo

1920 heiratete Reemtsma eine Cousine mütterlicherseits, Gertrud Zülch (1898–1939), Tochter des Zigarettenfabrikanten Hermann Fürchtegott Zülch (1862–1907). Diese Ehe, aus der drei Söhne hervorgingen, die alle im Zweiten Weltkrieg zu Tode kamen, wurde 1938 geschieden. Nach ihrer zweiten Eheschließung im gleichen Jahr starb Gertrud Zülch 1939 durch Suizid. Ein Jahr später heiratete Reemtsma eine andere Cousine, Tochter des Allensteiner Oberbürgermeisters Karl Georg Zülch, die ebenfalls Gertrud Zülch hieß und eine Cousine seiner ersten Frau war. Mit seiner zweiten Frau Gertrud (1916–1996) bekam Reemtsma eine kurz nach ihrer Geburt verstorbene Tochter sowie den Sohn Jan Philipp Reemtsma.
1931 wurde die Villa Reemtsma in Othmarschen fertiggestellt, zu seiner Zeit eines der aufwendigsten Privathäuser Deutschlands. Reemtsma wirkte auch als Mäzen. So spendete er zwischen 1929 und 1945 dem Nietzsche-Archiv zunächst anonym eine jährliche Summe von 28.000 Reichsmark.
1931/32 spendete er 65.000 Reichsmark an den nationalsozialistischen Verleger Edgar Brinkmann. Im Juli 1932 traf er sich mit Hitler, Rudolf Heß und Max Amann und vereinbarte, Werbung in den Publikationen des Zentralverlags der NSDAP zu schalten – für die nach Frank Bajohr beeindruckende Summe von 500.000 Reichsmark. Anfang 1932 erschien im Völkischen Beobachter ein Artikel der Reemtsma hohes Lob zollte, obwohl er ein Großindustrieller par exellence war.
Nach dem Ende des Zweiten Weltkrieges stand Reemtsma wegen Bestechung von Hermann Göring vor Gericht. Das Verfahren führte 1948 zu einer Verurteilung. Im selben Jahr wurde er im Entnazifizierungsausschuss entlastet. Danach übernahm er erneut die Leitung des Unternehmens, das bis Ende der 1950er Jahre wieder den Hauptanteil am deutschen Zigarettenmarkt besaß.
Philipp Fürchtegott Reemtsma wurde auf dem Nienstedtener Friedhof in Hamburg beigesetzt.